# Almodôvar e Graça dos Padrões
Almodôvar e Graça dos Padrões est une paroisse civile portugaise (en portugais : freguesia) de la municipalité d'Almodôvar dans le district de Beja.  Elle est créée en 2013, par fusion des paroisses d'Almodôvar et Senhora da Graça de Padrões.

## Géographie
Almodôvar e Graça dos Padrões correspond au centre de la municipalité d'Almodôvar.

## Histoire
La paroisse est créée par la loi no 11-A/2013 du 28 janvier 2013 portant réorganisation administrative du territoire des freguesias, en fusionnant les paroisses d'Almodôvar et Senhora da Graça de Padrões. Son nom officiel est União das Freguesias de Almodôvar e Graça dos Padrões et son siège est fixé à Almodôvar.

## Démographie
Lors du recensement de 2021, Almodôvar e Graça dos Padrões compte 3 966 habitants. Elle comprend ainsi la majorité de la population de la municipalité d'Almodôvar, qui réunit 6 712 habitants sur 6 paroisses.